# 弓桁朱琴
弓桁 朱琴（ゆみげた あこ、2008年7月8日 - ）は、日本の歌手、アイドル。ハロー!プロジェクトの女性アイドルグループモーニング娘。の17期メンバー。静岡県出身。アップフロントプロモーション所属。

## 略歴
2023年
- 「モーニング娘。25周年記念 オーディション 明日を作るのは君」に合格し、5月23日、モーニング娘。'23への加入が発表された。
- 6月26日、日本武道館で開催されたモーニング娘。'23 25th ANNIVERSARY CONCERT TOUR 〜glad quarter-century〜 at 日本武道館にて初お披露目。
- 8月19日、TBSチャンネル1の特集番組「モーニング娘。'23 25周年特番〜25年分の禁断ランキング!〜」で加入後、井上春華と共に初のテレビ出演を果たす。
- 8月30日、アルバムに収録された新曲「なんざんしょ そうざんしょ」でモーニング娘。'23としてメジャーデビュー。

2024年
- 9月11日、『マイコプラズマ肺炎』と診断されたことを報告、同月14日 - 16日に催されるモーニング娘。'24のイベントについては欠席することを発表。

2025年
- 7月8日、1st写真集「ako seventeen」を発売。

## 人物
- 愛称は、げったー[1][2]。イメージカラーはピュアレッド[1]。
- 特技はバレエ、卵焼きを作ること、腕の関節を曲げられること[2]。
- 趣味はアニメを見ること、写真を撮ること[2]。
- 好きな音楽ジャンルはアニメソング[2]。
- 好きなスポーツはマット運動[2]。
- 座右の銘は「初志貫徹」[2]。
- 梅干しソムリエ、梅マイスターの資格を保有している[8]。

## 出演

### イベント
- さわやか五郎43歳バースデーイベント2025〜五郎は信じた道をいく〜（2025年9月10日、渋谷DAIA） - ゲスト

## 書籍

### 写真集
- ako seventeen（2025年7月8日、オデッセー出版、撮影：根本好伸）[7]
  - ISBN 978-4-911265-09-3